# Klub Filmowca w Katowicach

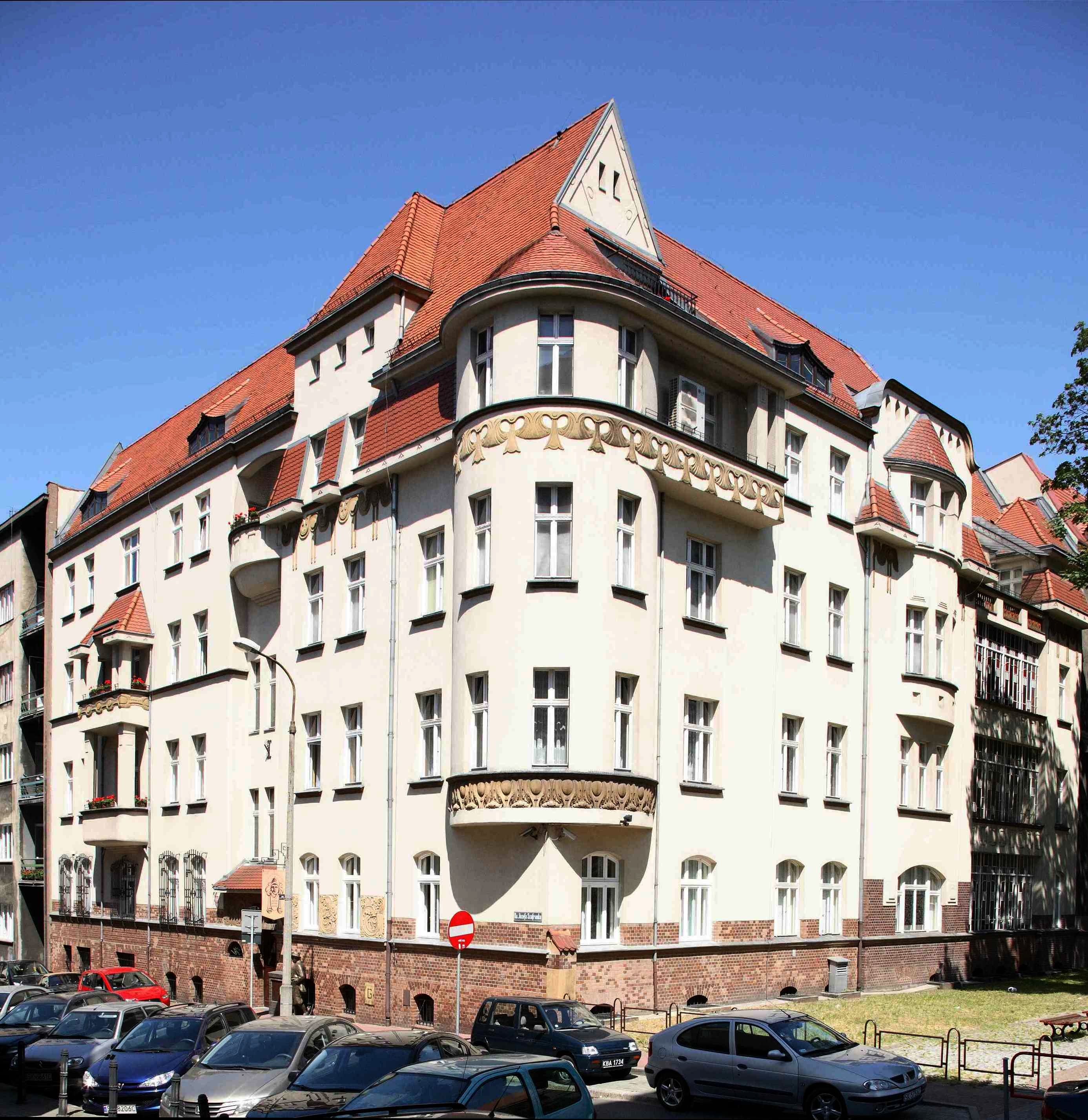
Siedziba klubu (2016)

Klub Filmowca − jedno z katowickich kin studyjnych, które mieściło się w kamienicy przy ul. ks. Józefa Szafranka 9, dzisiejszej siedzibie Muzeum Historii Katowic.
Klub Filmowca powstał z inicjatywy Śląskiego Towarzystwa Filmowego w roku 1984. Posiadał niewielką salę filmową. Przy kinie istniała również wypożyczalnia kaset wideo. W kinie urządzano m.in. pokazy filmów dla szkół podstawowych i średnich (filmy z Filmoteki Silesianów). W repertuarze placówki były przede wszystkim filmy tzw. kina ambitnego. Klub Filmowca był miejscem znanym w kręgu kultury niezależnej lat 80..
Sala byłego Klubu Filmowca wykorzystywana jest przez Muzeum Historii Katowic.